# Landeskriminalamt Bremen
Das Landeskriminalamt Bremen ist eine Landesbehörde des Polizeivollzugsdienstes und bei der Polizei Bremen integraler Bestandteil der Direktion Kriminalpolizei/Landeskriminalamt (K/LKA). Die Leitende Kriminaldirektorin Petra van Anken leitet das LKA Bremen.

## Aufgaben
Die Aufgaben des LKA Bremen sind in § 134 BremPolG geregelt und beinhalten:
- Zusammenarbeit mit anderen Landeskriminalämtern und dem Bundeskriminalamt
- die kriminalpolizeiliche Tätigkeit des Polizeivollzugsdienstes fachlich zu leiten und zu beaufsichtigen
- alle für die Verfolgung und Verhütung von Straftaten bedeutsamen Informationen und Unterlagen zu sammeln und auszuwerten
- die Kriminalstatistik zu führen;
- den Polizeivollzugsdienst über den Stand der Kriminalität und über geeignete Maßnahmen zur Verfolgung und Verhütung von Straftaten zu unterrichten
- kriminaltechnische und erkennungsdienstliche Untersuchungen durchzuführen und kriminaltechnische Gutachten zu erstatten
- Personenfeststellungsverfahren durchzuführen, soweit seine Mittel hierzu erforderlich sind oder die Mitwirkung anderer Landeskriminalämter, des Bundeskriminalamtes oder ausländischer Kriminalpolizeidienststellen erforderlich ist
- die Bevölkerung über die Möglichkeiten der Verhütung von Straftaten aufzuklären;
- in einzelnen Verfahren Maßnahmen des Polizeivollzugsdienstes, insbesondere zur Verhütung und Verfolgung von Straftaten, vorzunehmen, wenn es hierzu von der Polizei Bremen oder von der Ortspolizeibehörde Bremerhaven um Übernahme ersucht wird